# Trasa rowerowa Oborniki – Stobnica

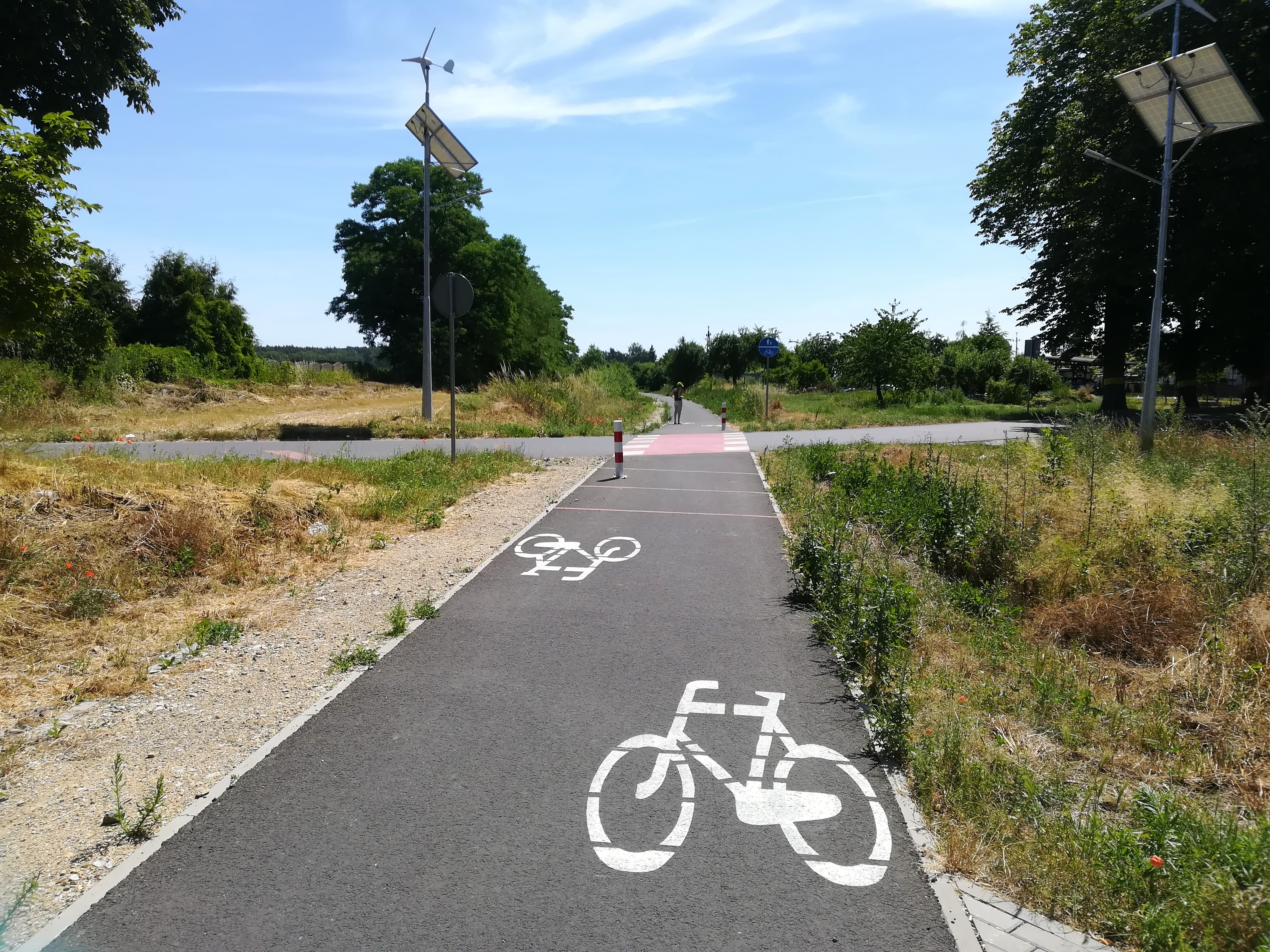
Nowoczesne zasilanie infrastruktury (Bąblin)

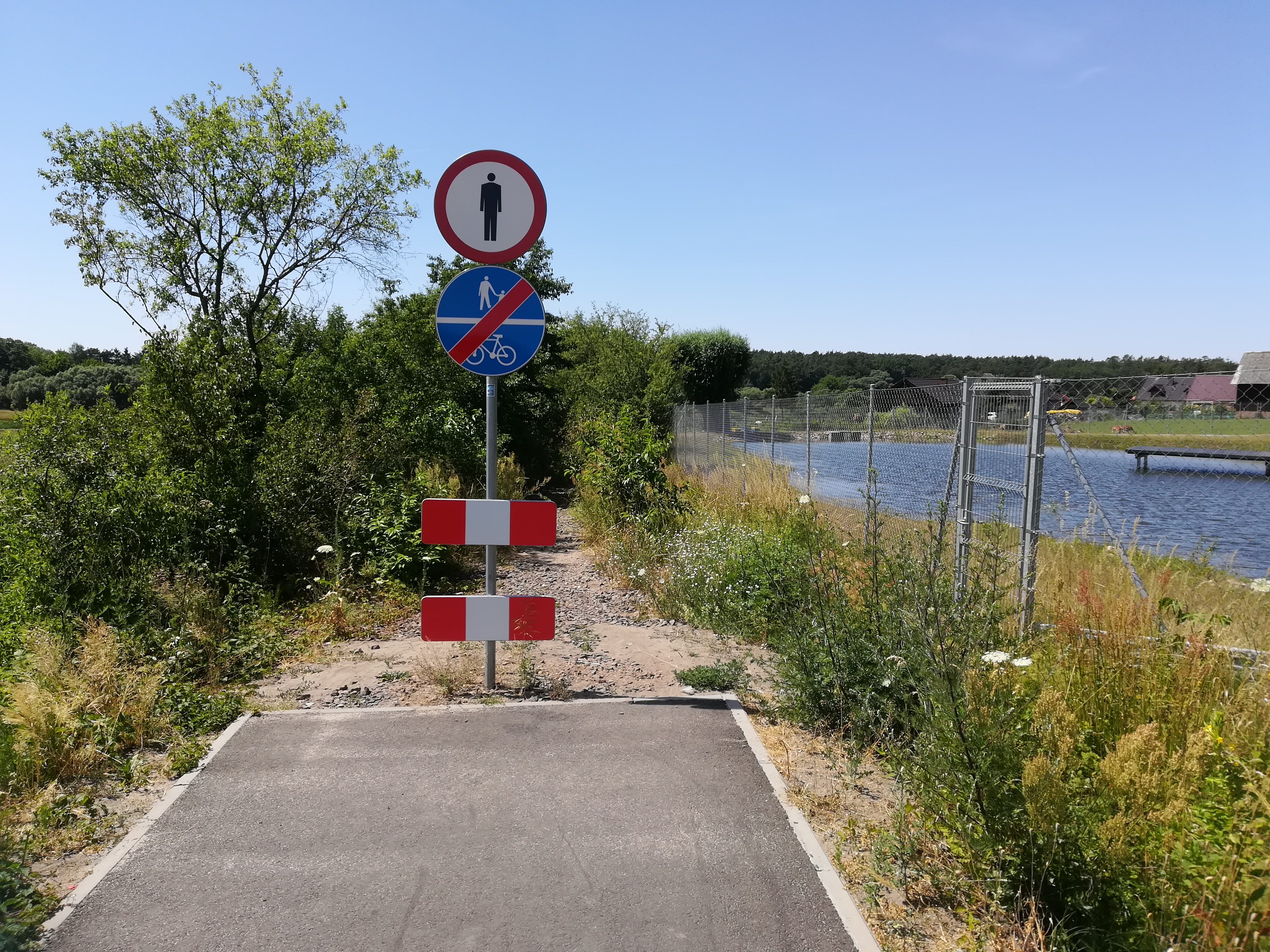
Koniec trasy przed mostem w Stobnicy

Trasa rowerowa Oborniki – Stobnica – trasa rowerowa łącząca Oborniki ze Stobnicą w województwie wielkopolskim.

## Dane techniczne
Trasa o szerokości 2,5 m, w całości wykonana z masy asfaltowej, została otwarta 18 października 2018 i jest przedłużeniem trasy rowerowej w ulicy Juliana Kubiaka, na terenie miasta Oborniki (2 km). Trasę wyposażono w częściowe oświetlenie (51 lamp w tym 42 ledowe i 9 hybrydowych) umożliwiające jazdę po zmroku (lampy zasilane są m.in. przez baterie słoneczne i wiatraki). Ścieżka ma infrastrukturę rowerową: stojaki rowerowe, zadaszone wiaty z miejscami na odpoczynek (ławy i stoły) i tablice informacji turystycznej. Jest przystosowana nie tylko do potrzeb rowerzystów, ale też wrotkarzy, a jej bokiem prowadzi na części trasy ścieżka dla biegaczy i osób uprawiających nordic walking o szerokości jednego metra. Parkingi Bike&Ride, ułatwiające przesiadkę na rower z innych środków lokomocji, położone są przy ścieżce w Bąblini, około 250 m od obecnego przystanku autobusowego i w Stobnicy, około 180 m w linii prostej od przystanku autobusowego. Całkowity koszt inwestycji wyniósł ponad 8 mln zł, z czego 85% kwoty dofinansowała Unia Europejska. 

## Przebieg
Trasa prowadzi północną stroną doliny Warty, po południowym skraju rozległych terenów Puszczy Noteckiej. Ma zarówno odcinki przebiegające przez lasy, jak i wśród pól. Drogę wybudowano w śladzie dawnej linii kolejowej nr 381, łączącej dawniej Oborniki Wielkopolskie z Wronkami przez Obrzycko. W ciągu trasy znajduje się nieczynny wiadukt kolejowy o konstrukcji żelbetowo-stalowej, który został wyremontowany. Droga rowerowa kończy się w Stobnicy, przed wschodnim przyczółkiem mostu kolejowego na Warcie o długości 244,8 metra i siedmiu przęsłach systemu Gerbera. Obiekt był dwukrotnie niszczony podczas II wojny światowej i dwukrotnie został odbudowany. Obecnie jest nieprzejezdny.

## Pamiątki kolejowe
Linię z Obornik do Wronek otwarto dwoma etapami w 1910 (luty i lipiec). Ruch pasażerski odbywał się na niej (z przerwami wojennymi) do 1991. Ruch towarowy ze Słonaw do Obrzycka wstrzymano w 1994, a w 2000 (w dwóch etapach) zamknięto pozostałe odcinki. Już w 2001 pojawiły się pierwsze ubytki w torowiskach. W 2005 odcinek skreślono z wykazu linii kolejowych. W 2008 została rozebrana na odcinku, na którym przebiega obecna ścieżka rowerowa, to jest na terenie gminy Oborniki (po drugiej stronie Warty torowiska nadal leżą). 
Na przebiegu trasy rowerowej zachowały się wszystkie dworce kolejowe dawnej linii, tj.: Słonawy, Bąblin, Kiszewo i Stobnica. 